# Novlene Williams-Mills
Novlene Hilaire Williams-Mills (nascuda el 26 d'abril de 1982), nascuda com a Novlene Hilaire Williams, és una atleta de pista i camp que competeix internacionalment per Jamaica. Ella va guanyar la medalla de bronze en els 400 metres en els Campionats del Món de 2007. Ella també és tres vegades medallista de bronze olímpic en els 4x400 metres. Hi havia una possibilitat que Jamaica podria ser promogut a la medalla de plata en els Jocs de 2004, a causa de la desqualificació de Crystal Coix per dopatge. No obstant això, en 2013, el COI va anunciar que la resta de l'esquadra americana se li permetria conservar les seves medalles d'or.